# Mohammed Abu Fani
Mohammed Abu Fani (héberül: מוחמד אבו פאני; Kafr Qara, 1998. április 27. –) izraeli válogatott labdarúgó, a Ferencváros középpályása.

## Pályafutása

### Klubcsapatokban
Mohammed Abu Fani a Makkabi Haifa labdarúgó akadémiáján nevelkedett; a felnőtt csapatban 2017. május 13-án mutatkozott be egy Hapóél Ihúd Bné Szakhnín elleni mérkőzésen. A 2017–18-as szezonban kölcsönben szülővárosa csapatában, a másodosztályú Ramat Ganban futballozott, valamint 2018 és 2020 között az élvonalbeli Hapóél Hadera kölcsönjátékosa volt. A 2020–21-es szezonban lett a Makkabi Haifa csapatának alapembere; háromszor nyert izraeli bajnokságot (2021, 2022, 2023), egyszer-egyszer pedig izraeli szuperkupát (2022) és Totó-kupát (2022). A 2022–2023-as UEFA-bajnokok ligája csoportkörében a Makkabi Haifa összes mérkőzésén pályára lépett.

#### Ferencváros
2023. június 17-én bejelentették, hogy a pályafutása során először: légiósnak állt, a Ferencvároshoz igazolt. Augusztus 6-án a Fehérvár FC elleni idegenbeli mérkőzésen csereként beállva 3 gólpasszt adott, nagyban hozzájárult az FTC 5–3-as győzelméhez. Szeptember 30-án az MTK ellen 6–1-re megnyert találkozón lőtte első gólját az NB I-ben.

### A válogatottban
Többszörös izraeli utánpótlás válogatott, az izraeli flenőtt válogatottban 2020. október 8-án mutatkozott be egy Skócia elleni Európa-bajnoki pótselejtező mérkőzésen. 2024. szeptember 9-én a Bozsik Arénában lőtte első gólját a nemzeti csapatban az Olaszország elleni Nemzetek Ligája találkozón.

## Statisztika

### A válogatottban
| Izrael   | Izrael | Izrael |
| Év       | Mérk.  | Gólok  |
| -------- | ------ | ------ |
| 2020     | 4      | 0      |
| 2021     | 7      | 0      |
| 2022     | 3      | 0      |
| 2023     | 7      | 0      |
| 2024     | 7      | 2      |
| 2025     | 3      | 2      |
| Összesen | 31     | 4      |

## Sikerei, díjai

### Klubcsapatokkal
Makkabi Haifa
- Izraeli bajnok (3): 2020–21, 2021–22, 2022–23
- Izraeli szuperkupagyőztes (1): 2022
- Totó-kupagyőztes (1): 2021–22

 Ferencváros
- Magyar bajnok (2): 2023–24, 2024–25[7]
- Magyar kupa ezüstérmes (2): 2024,[8] 2025